# Mahumbika
Mahumbika ist ein Verwaltungsbezirk (englisch Ward) des Distrikts Newala (TC) in der tansanischen Region Mtwara.

## Geografie
Mahumbika liegt 5 bis 10 Kilometer nordwestlich des Zentrums der Distrikthauptstadt Newala. Der Bezirk grenzt im Norden an Mkwedu, im Osten an Mcholi II, im Süden an Mtumachi und Makote, im Westen an Julia und im Nordwesten an Namiyonga. Bei der Volkszählung 2022 lebten 3735 Menschen in 1147 Haushalten auf einer Fläche von 21 Quadratkilometern.

## Gliederung
Der Bezirk besteht aus fünf Stadtteilen (Mtaa):
- Mahumbika
- Kikuyu
- Chikwaya

## Infrastruktur
- Bildung: Die Makote Secondary School ist die einzige weiterführende Schule des Bezirks.[7] Es ist eine staatliche Tagesschule mit einer Ausbildung bis zur 4. Stufe.[8]
- Gesundheit: In Mahumbika liegt eine staatliche Apotheke.[9]
- Verkehr: Die nicht asphaltierte Regionalstraße  A19 verbindet Mahumbika mit Newala.[10]